# レイ・マクドナルド (俳優)
レイ・マクドナルド（Ray MacDonald、เรย์ แมคโดนัลด์　1977年5月21日 - ）はスコットランド系タイ人の俳優、プロデューサー。
俳優として活動を始めたのは、1997年。自身が出演する旅番組の制作も行っている。

## 出演作品
- Fun Bar Karaoke（1997年）－Noi役
- O-Negative（1998年）－Art役
- Khon jorn（1999年）－Daeng役
- Fake（2003年）－Soong役
- Six（2004年）－Khan役
- The Eye 10（2005年）－Chongkwai役
- PROJECT ULTRAMAN（2006年）－ノーラン/ダーク・ウルトラマン役

※2006年6月より中国で放映される予定だったが、チャイヨー・プロダクションが海外での著作権を消失したため、放映中止となった。
- Opapatika（2007年）－Aroot役
- Dear Galileo（2009年）－Tum役
- Phobia 2（2009年）－Monk役
- From Pakse with Love（2010年）
- 3AM（2012年）－Tee役
- 3AM Part 2（2014年）－Rang役

## 受賞
- タイ・ナショナル・フィルム・アソシエーション・アワード－ベストアクター賞（1997年、1998年）
- 第1回アジア旅番組国際グランプリ受賞（2011年、自身がプロデュース、出演した旅番組『Roaming』が受賞）